# 武岡市
武岡市（ぶこう-し）は中華人民共和国湖南省邵陽市に位置する県級市。

## 地理
武岡市は南嶺山脈以北、雪峰山の東麓に位置する。資水が市内を貫き、地形は北中部の平原を除き山地により形成されている。

## 歴史
前漢では梁侯国とされ、後漢により都梁県が設置、三国時代に武岡県と改称された。西晋により都梁県の名称に戻され、隋代に邵陽県に編入されたが間もなく武攸県として分割され、唐初に武岡県が設置された。その後軍制、路制、州制が施行されたが1913年の州制廃止に伴い武岡県とされ、更に1994年に県級市に改編され現在に至る。

## 行政区画
- 街道：轅門口街道、迎春亭街道、法相岩街道、水西門街道
- 鎮：鄧元泰鎮、湾頭橋鎮、文坪鎮、荊竹鋪鎮、稠樹塘鎮、鄧家鋪鎮、竜渓鎮、司馬沖鎮、秦橋鎮、双牌鎮、大甸鎮
- 郷：馬坪郷、晏田郷、水浸坪郷